# Reagan-korszak
A Reagan-korszak vagy Reagan-era az Amerikai Egyesült Államok történelmének egy időszakos felosztása, amelyet történészek és politikai megfigyelők használnak annak hangsúlyozására, hogy Ronald Reagan elnök által vezetett konzervatív „Reagan-forradalom” tartós hatást gyakorolt a bel- és külpolitikára. Ez egybeesik azzal, amit a politikatudósok a hatodik pártrendszernek neveznek. A Reagan-korszak meghatározásai általánosan magukban foglalják az 1980-as és az 1990-es évek elejét, míg a tágabb meghatározások az 1970-es évek végét, az 1990-es évek egészét, sőt akár a 2000-es évek végét is magukban foglalhatják. Sean Wilentz történész és újságíró 2008-as könyvében, The Age of Reagan: A History, 1974–2008 (Reagan kora: Történelem, 1974–2008) azt állítja, hogy Reagan ugyanúgy uralta ezt az időszakot az amerikai történelemben, ahogy Franklin D. Roosevelt és New Deal öröksége uralta az előző négy évtizedet.
A Reagan-korszakban Reagan személyén túlmutató eszmék és személyiségek is szerepet játszottak. Reagant általában egy széles körű konzervatív mozgalom vezetőjeként jellemzik, akinek eszméi dominálták a nemzeti politika alakítását olyan területeken, mint az adózás, a szociális ellátás, a védelem, a szövetségi igazságszolgáltatás és a hidegháború. A Reagan-korszak egyéb jelentős konzervatív személyiségei és szervezetei között említhető Jerry Falwell, Phyllis Schlafly, Newt Gingrich és a The Heritage Foundation. A Reagan elnöksége alatt megalakult Rehnquist-bíróság több konzervatív döntést hozott. A Reagan-korszak egybeesik Reagan elnökségével, és tágabb értelmezésben Gerald Ford, Jimmy Carter, George H. W. Bush, Bill Clinton, George W. Bush, Barack Obama, Donald Trump és Joe Biden elnökségével. A liberálisok általában siratják a Reagan-korszakot, míg a konzervatívok általában dicsérik és a 21. században is folytatódását szorgalmazzák. Néhány liberálisra azonban ez is jelentős hatással volt, ami a harmadik út kialakulásához vezetett.
Hivatalba lépése után a Reagan-kormány a kínálati közgazdaságtan elméletén alapuló gazdaságpolitikát hajtott végre. Az 1981-es gazdasági fellendülési adótörvény elfogadásával csökkentették az adókat, miközben a kormányzat csökkentette a belföldi kiadásokat és növelte a katonai kiadásokat. A növekvő hiányok adóemeléseket eredményeztek a George H. W. Bush és Clinton kormányok idején, de az adókat a 2001-es gazdasági növekedési és adócsökkentési törvény elfogadásával ismét csökkentették. Clinton elnöksége alatt a republikánusok elfogadtatták a személyes felelősségről és munkalehetőségről szóló törvényt, amely számos új korlátozást vezetett be a szövetségi támogatásban részesülők számára.
A 2008-as demokratikus jelöltségért folytatott kampányában Barack Obama így értelmezte, hogyan változtatta meg Reagan az ország pályáját:

„Úgy gondolom, hogy Ronald Reagan olyan módon változtatta meg Amerika pályáját, ahogyan Richard Nixon nem tette, és ahogyan Bill Clinton sem tette. Alapvetően más útra terelt minket, mert az ország készen állt rá. Úgy gondolom, hogy az 1960-as és 1970-es évek túlkapásai után az emberek úgy érezték, hogy a kormány egyre nagyobb lett, de nem volt sok értelme a felelősségre vonhatóságnak a működése tekintetében. Úgy gondolom, hogy az emberek... ő csak rátapintott arra, amit az emberek már éreztek, vagyis hogy tisztaságot, optimizmust, a hiányzó dinamizmus és vállalkozói szellem visszatérését akarjuk.”

## Időpontok
A legtöbb történész 1980-ban, Reagan elnökké választásával kezdi ezt a korszakot, és általában az 1970-es évekig nyúlik vissza, hogy megkeresse a Reagan-korszak eredetét. Kalman (2010) például az 1970-es évek több válságát vizsgálja, amelyek aláásták a liberális megoldásokba vetett bizalmat: a keresztény jobboldal felemelkedését és a melegjogi mozgalom, a feminizmus, és az egyenlő jogokról szóló alkotmánymódosítás elleni reakciók, a szövetségi bírák által elrendelt buszjáratok elleni népi tiltakozások, az amerikai vereség a vietnami háborúban, a détente összeomlása és a szovjet hatalomtól való félelem, az importált autók és textiláruk jelentette kihívás, a Rust Belt iparosodásának visszaesése, a szárnyaló infláció, a stagfláció és az energiaválság, valamint az iráni túszdráma során elszenvedett megaláztatás és az országban uralkodó rossz közérzet, amikor az emberek azt kérdezték maguktól, vajon elmúltak-e már dicsőséges napjaik. Kalman lépésről lépésre bemutatja azt a folyamatot, amelynek során az egyik politikai alternatíva a másik után összeomlott, és Reagan maradt állva.
A „Reagan-korszak” kifejezést gyakran csak Reagan elnöksége alatt az Egyesült Államokra használják, de kiterjesztett jelentést is kapott, amely más időszakokat is magában foglal. George H. W. Bush elnökségét (1989–1993), Clinton elnökségét (1993–2001) és George W. Bush elnökségét (2001–2009) gyakran a Reagan-korszak kiterjesztéseként kezelik. Wilentz emellett a Ford-elnökséget (1974–1977) és a Carter-elnökséget (1977–1981) is ide sorolja.
A Reagan-korszak végpontját gyakran a demokrata Barack Obama 2008-as megválasztása jelenti. Az Obama-kormány által folytatott átfogó politika egyértelmű szakítást jelentett a Reagan-korszak társadalmi kérdéseivel, mivel az amerikaiak egyre inkább támogatták az olyan társadalmi kérdéseket, mint a melegek házassága és a marihuána legalizálása.
Donald Trump elnök 2016-os választási győzelme vitát váltott ki arról, hogy felemelkedése a Reagan-korszak folytatását jelenti-e, vagy az amerikai politika paradigmaváltását. A politológus Stephen Skowronek szerint Trump megválasztása azt mutatja, hogy a Reagan-korszak folytatódik. Skowronek Obamát olyan korábbi elnökökhöz hasonlítja, mint Woodrow Wilson és Richard Nixon, akik akkor kormányoztak, amikor saját pártjuk általában kisebbségben volt szövetségi szinten. Julia Azari ezzel szemben azt állítja, hogy Trump megválasztása a Reagan-korszak végét és egy új politikai ciklus kezdetét jelenti, ideértve Trump protekcionizmus iránti támogatását és az Ukrajna orosz inváziója során Ukrajna támogatásának ellenzését.

## Felemelkedés
Wilentz a Reagan-korszak kezdetét a Watergate-botrányhoz köti, amely véget vetett Richard Nixon elnökségének és lehetőséget teremtett egy új republikánus vezető megjelenésére. A Watergate-botrány mellett John Fitzgerald Kennedy meggyilkolása, a vietnámi háború és a rossz gazdasági helyzet az 1970-es évek közepén széles körű elidegenedést okozott a politikai vezetők iránt. A városokból a külvárosokba irányuló tömeges népességvándorlás egy új választói csoport kialakulásához vezetett, amely kevésbé ragaszkodott a New Deal gazdasági politikájához és a gépezetpolitikához. Reagan és más konzervatívok sikeresen bemutatták konzervatív eszméiket alternatívaként a New Deal liberalizmusában kiábrándult közvéleménynek. Reagan karizmája és szónoki tehetsége segített neki a konzervativizmust optimista, előremutató jövőképnek beállítani az ország számára. Reagan Nixon utódját, a hivatalban lévő Gerald Ford elnököt kihívta az 1976-os republikánus elnökjelölti előválasztásokon. Ford szűken nyerte el a jelöltséget az 1976-os republikánus nemzeti konvención, de a Fehér Házat a demokrata jelölt, Jimmy Carter elvette tőle.
Elnöksége alatt Carter elidegenítette magát sokaktól, akik 1976-ban rá szavaztak, köztük sokakat a saját pártjából is. Az 1980-as demokratikus előválasztásokon Carter legyőzte a baloldal erős kihívóját, Ted Kennedy szenátort, aki Carterrel ütközött a nemzeti egészségbiztosítási rendszer létrehozása miatt. Carter és a Demokrata Párt egésze elidegenítette más szavazókat is, miközben a konzervatív mozgalom erősödött. A folyamatosan gyenge gazdaság adókkal kapcsolatos frusztrációt szült, és a szavazók egyre fogékonyabbá váltak a kisebb kormányzatot támogatók iránt. Az pozitív diszkrimináció programjai ellen is ellenállás alakult ki, mivel egyes fehérek azt állították, hogy ezek a programok fordított diszkriminációt jelentenek. Az elnök 1976-ban megnyerte az evangélikus protestáns szavazók többségét, de az egyre inkább politizálódó keresztény jobboldal erőteljesen ellenezte elnökségét. Sok ilyen vallásos szavazót meggyőztek olyan vezetők nyilvános kampányai, mint Jerry Falwell a Moral Majority-ból és Phyllis Schlafly, akik ellenezték az egyenlő jogokról szóló alkotmánymódosítás ratifikálását. Egy másik fontos konzervatív szervezet, a The Heritage Foundation, konzervatív politikai irányvonalat kidolgozó és támogató fontos konzervatív agytrösztként jelent meg.
A konzervatív mozgalom sok tagjának támogatásával Reagan legyőzte a politikai elit kedvencét, George H. W. Busht, a mérsékelt kongresszusi képviselőt, John B. Andersont és másokat az 1980-as republikánus előválasztásokon. A párt egységének biztosítása érdekében Reagan Bush-t nevezte meg alelnökjelöltjének az 1980-as republikánus nemzeti konvención, annak ellenére, hogy Bush Reagan kínálati oldali közgazdaságtanát „voodoo közgazdaságtan”-nak nevezte. Reagan konzervatív álláspontjával mozgósította támogatóit, míg Carter kampánya Reagant veszélyes szélsőségesként próbálta beállítani. A javuló gazdasági helyzet segítette Cartert abban, hogy októberben megelőzze Reagant a közvélemény-kutatásokban, de Reagan döntő győzelmet aratott az október 28-i vitában. A választás napján Reagan szűk többséggel nyerte el a népszavazást, de az elektori szavazatokon nagy fölénnyel győzött, 44 államban. Az egyidejűleg tartott kongresszusi választásokon a republikánusok több helyet nyertek a Képviselőházban, és az 1950-es évek óta először megszerezték az irányítást a Szenátusban.

## Reagan elnöksége
Hivatalba lépésekor Reagan azzal érvelt, hogy az Egyesült Államok súlyos válsággal szembesül, és hogy a válság megoldásának legjobb módja a konzervatív reformok végrehajtása. Fő politikai prioritásai a katonai kiadások növelése, az adók csökkentése, a nem katonai szövetségi kiadások csökkentése és a szövetségi szabályozás korlátozása voltak. Reagan úgy vélte, hogy a kormány szerepének csökkentése gazdasági növekedéshez vezet, ami viszont magasabb bevételeket eredményez, amelyek segítenek a nemzeti adósság törlesztésében. Jack Kemp kongresszusi képviselővel együttműködve a Reagan-kormány egy jelentős adócsökkentési törvényjavaslatot terjesztett elő, amely elegendő republikánus és konzervatív demokrata támogatást nyert ahhoz, hogy mindkét házban elfogadják. 1981 augusztusában Reagan aláírta az 1981-es gazdasági fellendülési adótörvényt, amely három év alatt 27%-os átfogó szövetségi jövedelemadó-csökkentést írt elő, valamint egy külön törvényjavaslatot, amely csökkentette a szövetségi kiadásokat, különösen a szegénység elleni programok terén.
Reagan hivatali idejének elején bekövetkezett recesszió, az adócsökkentésekkel és a megnövekedett katonai kiadásokkal együtt, növekvő hiányhoz vezetett. A demokraták több helyet nyertek a Képviselőházban az 1982-es félidős választásokon. Reagan népszerűsége 35%-ra esett vissza, és sok demokrata úgy vélte, hogy pártjuk legyőzheti Reagant az 1984-es elnökválasztáson, és visszavonhatja a Reagan-kormány néhány politikáját. Az 1983-ban kezdődött erős gazdasági fellendülés növelte Reagan népszerűségét, és a kormányzat azzal érvelt, hogy az adócsökkentések voltak a legfőbb tényezők a gazdaság fellendülésében. Az 1984-es elnökválasztáson Reagan komoly kihívás nélkül nyerte el pártja újrajelölését, míg a volt alelnök, Walter Mondale nyerte el a demokraták jelöltségét. A választás napján Reagan a népszavazatok 59%-át szerezte meg és 49 államban nyert, ami spekulációkat váltott ki az amerikai politika tartós átrendeződéséről a Republikánus Párt felé.
Újraválasztása ellenére Reagan második ciklusában lényegesen több nehézségbe ütközött a konzervatív politikák végrehajtásában. Belpolitikai programját a növekvő költségvetési hiány és az iráni-kontra ügy következményei akadályozták. Az adminisztráció azonban jelentős külpolitikai sikert ért el, amikor Reagan és a szovjet vezető, Mihail Gorbacsov 1987-ben megkötötték a közepes hatótávolságú nukleáris fegyverekről szóló INF-szerződést. Reagan számos konzervatív bírót is kinevezett, köztük Antonin Scalia és Sandra Day O'Connor társbírókat, valamint William Rehnquistot, akit Reagan a legfelsőbb bírói tisztségbe emelt. A Rehnquist-bíróság az azt követő években több konzervatív döntést hozott. Bush alelnök legyőzte Bob Dole szenátort és Pat Robertson televíziós evangélistát, és megnyerte az 1988-as republikánus előválasztásokat. Reagan megújult népszerűségének köszönhetően Bush legyőzte Michael Dukakist az 1988-as elnökválasztáson.

## Populáris kultúra
Tom Clancy három bestseller regényt írt, amelyek rávilágítanak a Reagan-korszakra: A Vadászat a Vörös Októberrre (1984), Vörös vihar (1986) és A Kreml bíborosa (1988), amelyek tükrözik a Reagan-korszak hidegháborús értékeit. A Szovjetunió mint gonosz birodalom, valamint az amerikai értékek és technológia felsőbbrendűsége mind Clancy thrillerjeinek, mind Reagan retorikájának témái. A politikai elit ezeket a regényeket (és az egyik filmadaptációját) felhasználta, hogy népszerűsítse nemzetbiztonsági elképzeléseit az amerikai közvélemény előtt.
Kendrick Lamar 2011-es Section.80 című albumán található egy dal, amelynek címe „Ronald Reagan Era”, Killer Mike pedig 2012-es R.A.P. Music című albumán szerepel egy „Reagan” című dal.[forrás?] Reagan szereplőként megjelenik a The Dark Knight Returns (1986) és a Legends (1986–1987) képregényekben. [forrás?]

## Nemzetközi
Sok tudós nemzetközi perspektívából közelíti meg a kérdést, összekapcsolva a Reagan-korszakot a brit Thatcher-korszakkal. Ahogy egy tudós elmagyarázta:

„A nyugat-európai és észak-amerikai kapitalista demokráciák többségében az 1973–1974-es olajár-emelkedéssel kezdődött recesszió korszakos változást jelentett a növekedésalapú gazdasági és szociális politikák mozaikjában... A keynesiánus elmélet bukása sokkal többet jelentett, mint egy gazdasági doktrína elavulása, amelyet számos gazdasági politika igazolására használtak. Ez egy olyan társadalmi víziótól való jelentős eltávolodást jelentett – a keynesi jóléti államtól –, amely motiválta az állami stratégiákat az érdekek szociálpolitikai harmonizálására, a piacgazdaság politikai szabályozására és ezáltal az osztályok és a különböző társadalmi konfliktusok csökkentésére, valamint az állam védelmező szerepének kihirdetésére az üzleti és szakszervezeti beleegyezés (és ritkábban jóváhagyás) biztosítása érdekében egy korlátozott számú fontos gazdasági politika esetében.”

## Történetírás
A történész Doug Rossinow 2007-ben így írt: „Jelenleg az akadémiai történészek körében a reaganista revizionisták vannak túlsúlyban, akik az 1980-as évekre legrosszabb esetben vegyes áldásként, egyes értelmezésekben pedig nagy előrelépésként tekintenek.” Más tudósok is egyetértenek a Reagan-korszak fontosságában.
John Kenneth White szerint a Reagan-korszak a 21. század elején ért véget, amit Barack Obama 2008-as és 2012-es megválasztása és újraválasztása is jelképez. White szerint a Reagan-koalíció mérete és önbizalma egyre csökkent. A republikánusok gyenge reakciója a 2008-as pénzügyi válságra súlyos csapást jelentett. White szerint a jelentős kulturális és demográfiai változások is hozzájárultak a Reagan-korszak végéhez. A főiskolai végzettséggel rendelkező szavazók gyors növekedése mellett White hangsúlyozza az etnikum, a család, a melegek jogai és a vallás terén bekövetkezett forradalmakat. Az Ázsiából és Latin-Amerikából érkező bevándorlók rendkívül gyors növekedése megváltoztatta az amerikai népesség szerkezetét, és különösen nagy hatással volt Kaliforniára. Az egykor szentnek tartott nukleáris család ideálja helyét új tolerancia vette át a házasság előtti szex, a könnyű válás, az egyedülálló szülők és az együttélés tekintetében. A vallásos konzervatívok megpróbálták fenntartani az abortusz és a melegek jogai körüli álláspontjukat. A konzervatív fundamentalista vallási felekezetek a Reagan-évek előtt és alatt gyorsan terjeszkedtek, és Reagan támogatásának kulcsfontosságú bázisát képezték. Növekedésük hirtelen megállt, és hanyatlásuk megkezdődött, ami a szekularizáció gyors növekedését eredményezte. White szerint ezeknek a tényezőknek a kombinációja eredményezte „a Reagan-koalíció halálát”.

## Lásd még
- Neoliberalizmus

## Idézett művek
- The Age of Reagan. HarperCollins (2008. augusztus 14.). ISBN 978-0-06-074480-9

## Fordítás
- Ez a szócikk részben vagy egészben  a   Reagen era című angol Wikipédia-szócikk ezen változatának fordításán alapul.  Az eredeti cikk szerkesztőit annak laptörténete sorolja fel. Ez a jelzés csupán a megfogalmazás eredetét és a szerzői jogokat jelzi, nem szolgál a cikkben szereplő információk forrásmegjelöléseként.